# Ameridion cobanum
Ameridion cobanum là một loài nhện trong họ Theridiidae.
Loài này thuộc chi Ameridion. Ameridion cobanum được Herbert Walter Levi miêu tả năm 1959.